# Pöchlarn
Pöchlarn est une ville autrichienne située dans le district de Melk en Basse-Autriche. La commune porte le titre de Nibelungenstadt. 

## Géographie
Pöchlarn se trouve sur la rive sud du Danube au confluent de la rivière Erlauf. La commune fait partie de la région de Mostviertel (« district du cidre »).
Du fait de sa situation au bord du Danube, la ville est bien reliée au réseau autoroutier (A1 West Autobahn) et ferroviaire (ligne de l'Ouest). Depuis 2002, un pont permet de traverser le fleuve vers la commune de Klein-Pöchlarn en remplacement d'un bac. 
Les principales entreprises sont la verrerie Vetropack et la tuilerie Bramac.

## Histoire
Le gisement de serpentine de Klein-Pöchlarn a été exploité depuis 4000 av. J.-C. Au temps des Romains, la localité était située sur le limes danubien servant de frontière face aux tribus germaniques vivant de l'autre côté du fleuve. Pendant le règne de Tibère, un camp fortifié y fut créé sur une île du fleuve. 
Au Xe siècle, le lieu de Bechelaren fut une base importante pour la formation du margraviat d'Autriche (marcha orientalis) qui protégeait le Saint-Empire romain germanique des incursions des Magyars. Ces faits ont servi d'inspiration pour la Chanson des Nibelungen, où Pöchlarn est le lieu de résidence de Rüdiger von Bechelaren, margrave au service du roi des Huns, Etzel (Attila) ; c'est lui qui vient d'Etzelbourg à Worms pour demander au nom du roi des Huns la main de Kriemhild, veuve de Siegfried.
Le fait est que, en 832, le roi Louis le Germanique, a offert Pöchlarn en bien à l'évêché de Ratisbonne. A la suite des ravages occasionnés par la bataille de Presbourg en 907 et ses conséquences la reconstruction a commencé sur le règne du burgrave Bouchard (mort vers 981). Le margrave Léopold Ier d'Autriche (mort en 994) en fit sa résidence. 

## Jumelage
La ville de Pöchlarn est jumelée avec :
- Riedlingen (Allemagne) depuis 1996

## Personnalités liées à la commune
- Oskar Kokoschka (1886-1980), peintre expressionniste et écrivain.

## Lieux et monuments
Galerie